# Chalkyitsik
Chalkyitsik és una concentració de població designada pel cens dels Estats Units a l'estat d'Alaska. Segons el cens del 2000 tenia 83 habitants.

## Demografia
Segons el cens del 2000, Chalkyitsik tenia 83 habitants, 35 habitatges, i 17 famílies La densitat de població era de 3,7 habitants/km².
Dels 35 habitatges en un 25,7% hi vivien nens de menys de 18 anys, en un 28,6% hi vivien parelles casades, en un 2,9% dones solteres, i en un 51,4% no eren unitats familiars. En el 37,1% dels habitatges hi vivien persones soles el 14,3% de les quals corresponia a persones de 65 anys o més que vivien soles. El nombre mitjà de persones vivint en cada habitatge era de 2,37 i el nombre mitjà de persones que vivien en cada família era de 3,29.
Per edats la població es repartia de la següent manera: un 27,7% tenia menys de 18 anys, un 13,3% entre 18 i 24, un 28,9% entre 25 i 44, un 14,5% de 45 a 60 i un 15,7% 65 anys o més.
L'edat mediana era de 33 anys. Per cada 100 dones hi havia 137,1 homes. Per cada 100 dones de 18 o més anys hi havia 185,7 homes.
La renda mediana per habitatge era de 16.250 $ i la renda mediana per família de 16.875 $. Els homes tenien una renda mediana de 41.250 $ mentre que les dones 13.750 $. La renda per capita de la població era d'11.509 $. Aproximadament el 54,5% de les famílies i el 52,6% de la població estaven per davall del llindar de pobresa.

## Poblacions més properes
El següent diagrama mostra les poblacions més properes.